# Frederik Vanderbiest
Frederik Vanderbiest (Vilvoorde, 10 ottobre 1977) è un allenatore di calcio ed ex calciatore belga, di ruolo centrocampista, tecnico ad interim del Malines.

## Carriera

### Giocatore
Cresciuto nelle file del RWD Molenbeek, nel 1996 ha debuttato in prima squadra. Nella stagione 1998-1999 ha giocato in prestito al Wallonia Walhain, mentre la stagione successiva ha è stato ceduto con la stessa formula all'Union Saint-Gilloise. Rientrato al RWD Molenbeek nel 2000, è stato confermato nella rosa del club, disputando la stagione 2000-2001 da titolare. Nell'estate 2001 è passato al Roeselare. Ha militato nel club bianconero per sei stagioni. Nel gennaio 2008 è passato al Dender. Il 29 agosto 2008 si è trasferito in prestito all'OH Lovanio. Il 13 luglio 2009 è passato a titolo definitivo all'Ostenda, club con cui ha concluso la propria carriera da calciatore nel 2011.

### Allenatore
Il 16 febbraio 2011 è stato nominato allenatore dell'Ostenda. Dopo quattro stagioni, nel 2015 è diventato allenatore del Cercle Bruges. Nell'estate 2016 è diventato tecnico dell'Anversa. L'11 ottobre 2016 è stato sollevato dall'incarico. Il 1º novembre 2016 è stato ufficializzato come nuovo tecnico dell'Aris Limassol, club cipriota. Il 4 gennaio 2017 ha risolto il proprio contratto. Il 17 marzo 2017 è diventato allenatore del Lierse. Il 6 ottobre ha risolto il proprio contratto. Il successivo 9 ottobre è diventato vice allenatore del Roeselare, club allenato da Dennis van Wijk. Il 25 gennaio 2018 ha seguito van Wijk, diventando vice allenatore del Malines. Confermato nel ruolo anche con il nuovo tecnico Wouter Vrancken, ha mantenuto l'incarico fino all'agosto 2019. Il 29 agosto 2019 è diventato allenatore del RWDM47. Il 21 gennaio 2020 ha lasciato il ruolo per tornare nella posizione di vice allenatore del Malines. Il 2 novembre 2023 ha assunto il ruolo di tecnico ad interim del club giallorosso, in sostituzione dell'esonerato Steven Defour. L'11 novembre 2023, dopo la nomina del nuovo tecnico Besnik Hasi, è tornato al ruolo di vice allenatore.

## Statistiche

### Presenze e reti nei club
| Stagione             | Squadra              | Campionato           | Campionato | Campionato | Coppe nazionali | Coppe nazionali | Coppe nazionali | Coppe continentali | Coppe continentali | Coppe continentali | Altre coppe | Altre coppe | Altre coppe | Totale | Totale | Totale |
| Stagione             | Squadra              | Comp                 | Pres       | Reti       | Comp            | Pres            | Reti            | Comp               | Pres               | Reti               | Comp        | Pres        | Reti        | Pres   | Reti   |        |
| -------------------- | -------------------- | -------------------- | ---------- | ---------- | --------------- | --------------- | --------------- | ------------------ | ------------------ | ------------------ | ----------- | ----------- | ----------- | ------ | ------ | ------ |
| 1996-1997            | RWD Molenbeek        | DI                   | 1          | 0          | CB              | 0               | 0               | UEFA               | 0                  | 0                  | -           | -           | -           | 1      | 0      |        |
| 1997-1998            | RWD Molenbeek        | DI                   | 8          | 0          | CB              | 0               | 0               | -                  | -                  | -                  | LB          | 1           | 0           | 9      | 0      |        |
| Totale RWD Molenbeek | Totale RWD Molenbeek | Totale RWD Molenbeek | 9          | 0          |                 | 0               | 0               |                    | 0                  | 0                  |             | 1           | 0           | 10     | 0      |        |
| 1998-1999            | Wallonia Walhain     | DK                   | 22         | 5          | -               | -               | -               | -                  | -                  | -                  | -           | -           | -           | 22     | 5      |        |
| 1999-2000            | Union Saint-Gilloise | DK                   | 26         | 3          | -               | -               | -               | -                  | -                  | -                  | -           | -           | -           | 26     | 3      |        |
| 2000-2001            | RWD Molenbeek        | TK                   | 32         | 2          | CB              | 0               | 0               | -                  | -                  | -                  | -           | -           | -           | 32     | 2      |        |
| 2001-2002            | Roeselare            | TK                   | 29         | 4          | CB              | 0               | 0               | -                  | -                  | -                  | -           | -           | -           | 29     | 4      |        |
| 2002-2003            | Roeselare            | TK                   | 32         | 2          | CB              | 0               | 0               | -                  | -                  | -                  | -           | -           | -           | 32     | 2      |        |
| 2003-2004            | Roeselare            | TK                   | 32         | 2          | CB              | 0               | 0               | -                  | -                  | -                  | -           | -           | -           | 32     | 2      |        |
| 2004-2005            | Roeselare            | TK                   | 29         | 4          | CB              | 0               | 0               | -                  | -                  | -                  | -           | -           | -           | 29     | 4      |        |
| 2005-2006            | Roeselare            | DI                   | 32         | 0          | CB              | 1               | 1               | -                  | -                  | -                  | -           | -           | -           | 33     | 1      |        |
| 2006-2007            | Roeselare            | DI                   | 30         | 2          | CB              | 1               | 1               | UEFA               | 4                  | 1                  | -           | -           | -           | 35     | 4      |        |
| 2007-gen. 2008       | Roeselare            | DI                   | 16         | 0          | CB              | 1               | 1               | -                  | -                  | -                  | -           | -           | -           | 17     | 1      |        |
| Totale Roeselare     | Totale Roeselare     | Totale Roeselare     | 200        | 14         |                 | 3               | 3               |                    | 4                  | 1                  |             | -           | -           | 207    | 18     |        |
| gen.-giu. 2008       | Dender               | DI                   | 14         | 0          | CB              | 2               | 0               | -                  | -                  | -                  | -           | -           | -           | 16     | 0      |        |
| 2008-2009            | OH Lovanio           | TK                   | 31         | 9          | CB              | 1               | 0               | -                  | -                  | -                  | -           | -           | -           | 32     | 9      |        |
| 2009-2010            | Ostenda              | TK                   | 33         | 4          | CB              | 0               | 0               | -                  | -                  | -                  | -           | -           | -           | 33     | 4      |        |
| 2010-feb. 2011       | Ostenda              | TK                   | 16         | 2          | CB              | 0               | 0               | -                  | -                  | -                  | -           | -           | -           | 16     | 2      |        |
| Totale Ostenda       | Totale Ostenda       | Totale Ostenda       | 50         | 6          |                 | 0               | 0               |                    | -                  | -                  |             | -           | -           | 50     | 6      |        |
| Totale carriera      | Totale carriera      | Totale carriera      | 384        | 37         |                 | 6               | 3               |                    | 4                  | 1                  |             | 1           | 0           | 395    | 41     |        |

### Statistiche da allenatore
Statistiche aggiornate al 18 agosto 2024. In grassetto le competizioni vinte.
| Stagione            | Squadra         | Campionato      | Campionato | Campionato | Campionato | Campionato | Coppe nazionali | Coppe nazionali | Coppe nazionali | Coppe nazionali | Coppe nazionali | Coppe continentali | Coppe continentali | Coppe continentali | Coppe continentali | Coppe continentali | Altre coppe | Altre coppe | Altre coppe | Altre coppe | Altre coppe | Totale | Totale | Totale | Totale | % Vittorie | Piazzamento  |
| Stagione            | Squadra         | Comp            | G          | V          | N          | P          | Comp            | G               | V               | N               | P               | Comp               | G                  | V                  | N                  | P                  | Comp        | G           | V           | N           | P           | G      | V      | N      | P      | %          | Piazzamento  |
| ------------------- | --------------- | --------------- | ---------- | ---------- | ---------- | ---------- | --------------- | --------------- | --------------- | --------------- | --------------- | ------------------ | ------------------ | ------------------ | ------------------ | ------------------ | ----------- | ----------- | ----------- | ----------- | ----------- | ------ | ------ | ------ | ------ | ---------- | ------------ |
| feb.-giu. 2011      | Ostenda         | TK              | 10         | 3          | 2          | 5          | CB              | 0               | 0               | 0               | 0               | -                  | -                  | -                  | -                  | -                  | -           | -           | -           | -           | -           | 10     | 3      | 2      | 5      | 30,00      | Sub., 9°     |
| 2011-2012           | Ostenda         | TK              | 34+6       | 19+0       | 9+2        | 6+4        | CB              | 1               | 0               | 0               | 1               | -                  | -                  | -                  | -                  | -                  | -           | -           | -           | -           | -           | 41     | 19     | 11     | 11     | 46,34      | 4°           |
| 2012-2013           | Ostenda         | TK              | 34         | 24         | 5          | 5          | CB              | 4               | 2               | 0               | 2               | -                  | -                  | -                  | -                  | -                  | -           | -           | -           | -           | -           | 38     | 26     | 5      | 7      | 68,42      | 1° (prom.)   |
| 2013-2014           | Ostenda         | PL              | 30+8       | 9+5        | 7+3        | 14+0       | CB              | 6               | 3               | 2               | 1               | -                  | -                  | -                  | -                  | -                  | -           | -           | -           | -           | -           | 44     | 17     | 12     | 15     | 38,64      | 9°           |
| 2014-2015           | Ostenda         | PL              | 30+6       | 11+2       | 5+0        | 14+4       | CB              | 2               | 1               | 0               | 1               | -                  | -                  | -                  | -                  | -                  | -           | -           | -           | -           | -           | 38     | 14     | 5      | 19     | 36,84      | 10°          |
| Totale Ostenda      | Totale Ostenda  | Totale Ostenda  | 158        | 73         | 33         | 52         |                 | 13              | 6               | 2               | 5               |                    | -                  | -                  | -                  | -                  |             | -           | -           | -           | -           | 171    | 79     | 35     | 57     | 46,20      |              |
| 2015-2016           | Club Bruges     | TK              | 32         | 14         | 12         | 6          | CB              | 1               | 0               | 0               | 1               | -                  | -                  | -                  | -                  | -                  | -           | -           | -           | -           | -           | 33     | 14     | 12     | 7      | 42,42      | 5°           |
| giu.-ott. 2016      | Anversa         | TK              | 10         | 3          | 4          | 3          | CB              | 2               | 1               | 0               | 1               | -                  | -                  | -                  | -                  | -                  | -           | -           | -           | -           | -           | 12     | 4      | 4      | 4      | 33,33      | Eson.        |
| nov. 2016-gen. 2017 | Arīs Limassol   | AK              | 8          | 2          | 1          | 5          | KK              | 0               | 0               | 0               | 0               | -                  | -                  | -                  | -                  | -                  | -           | -           | -           | -           | -           | 8      | 2      | 1      | 5      | 25,00      | Risol.       |
| mar.-giu. 2017      | Lierse          | TK              | 0+8        | 0+2        | 0+1        | 0+5        | CB              | 0               | 0               | 0               | 0               | -                  | -                  | -                  | -                  | -                  | -           | -           | -           | -           | -           | 8      | 2      | 1      | 5      | 25,00      | Sub., 7°     |
| giu.-ott. 2017      | Lierse          | TK              | 9          | 1          | 4          | 4          | CB              | 2               | 1               | 0               | 1               | -                  | -                  | -                  | -                  | -                  | -           | -           | -           | -           | -           | 8      | 2      | 1      | 5      | 25,00      | Risol.       |
| Totale Lierse       | Totale Lierse   | Totale Lierse   | 17         | 3          | 5          | 9          |                 | 2               | 1               | 0               | 1               |                    | -                  | -                  | -                  | -                  |             | -           | -           | -           | -           | 19     | 4      | 5      | 10     | 21,05      |              |
| ago. 2019-gen. 2020 | RWDM47          | DK              | 18         | 7          | 3          | 8          | CB              | 0               | 0               | 0               | 0               | -                  | -                  | -                  | -                  | -                  | -           | -           | -           | -           | -           | 18     | 7      | 3      | 8      | 38,89      | Sub., Risol. |
| nov. 2023           | Malines         | PL              | 2          | 1          | 1          | 0          | CB              | 0               | 0               | 0               | 0               | -                  | -                  | -                  | -                  | -                  | -           | -           | -           | -           | -           | 2      | 1      | 1      | 0      | 50,00      | Interim      |
| Totale carriera     | Totale carriera | Totale carriera | 245        | 103        | 59         | 83         |                 | 18              | 8               | 2               | 8               |                    | -                  | -                  | -                  | -                  |             | -           | -           | -           | -           | 263    | 111    | 61     | 91     | 42,21      |              |

## Palmarès

### Allenatore

#### Competizioni nazionali
- Tweede klasse: 1

Ostenda: 2012-2013